# Моноклональные антитела

Каждое антитело связывается только с одним специфическим антигеном.

Моноклональные антитела — антитела, вырабатываемые иммунными клетками, принадлежащими к одному клеточному клону, то есть произошедшими из одной плазматической клетки-предшественницы (в отличие от поликлональных антител). Моноклональные антитела могут быть выработаны против почти любого природного антигена (в основном белки и полисахариды), который антитело будет специфически связывать. Они могут быть далее использованы для детекции (обнаружения) этого вещества или его очистки.
Моноклональные антитела широко используются в биохимии, молекулярной биологии и медицине. В случае их использования в качестве лекарства его название оканчивается на -mab (от англ. monoclonal antibody). Примерами лекарственных средств на основе моноклональных антител являются ипилимумаб, использующийся для лечения меланомы, трастузумаб, применяющийся в лечении рака молочной железы и ритуксимаб, показавший свою эффективность против хронического лимфолейкоза.
На базе моноклональных антител также разрабатываются и производятся избирательные антитело-препараты, в основном, для лечения онкологических заболеваний. Такие препараты не полагаются на иммунитет, а воздействуют на клетку самостоятельно, так как кроме антиген-связывающего фрагмента (для прикрепления к клетке-мишени) они содержат лекарственную компоненту, например, токсическую или радиотоксическую для онкопрепаратов.
Основные свойства терапевтических моноклональных антител, отличающие их от обычных низкомолекулярных соединений, следующие: происхождение - белковые молекулы; молекулярная масса - около 146000 Дальтон (низкомолекулярные соединения - в среднем около 700); получение - методы биотехнологии; высокая аффинность к молекулярной мишени; очень высокая селективность; сайт связывания - внеклеточные мишени или поверхностные антигены клеток; способ введения - в основном внутривенное или подкожное; всасывание и распределение - лимфатическая и кровеносная система; период полувыведения - недели; клиренс - внутриклеточная лизосомная деградация. Данные свойства могут отчасти объяснять высокую индивидуальную вариабельность фармакокинетических параметров терапевтических моноклональных антител.

## История открытия
Ещё в начале XX века Пауль Эрлих постулировал, что если бы мог быть выработан компонент, способный селективно связывать возбудитель, вызывающий заболевание, то вместе с этим компонентом к нему мог бы быть доставлен токсин.
В 1970-е годы уже были известны опухолевые B-лимфоциты (клетки миеломы), которые синтезировали один и тот же тип антител (парапротеин). Эти клеточные культуры использовались для изучения строения молекулы антитела, но не было методики, позволявшей продуцировать идентичное антитело к заданному антигену.
Процесс получения моноклональных антител был изобретён Жоржем Кёлером и Сесаром Мильштейном в 1975 году. За это изобретение в 1984 году они получили Нобелевскую премию по физиологии. Идея состояла в том, чтобы взять линию миеломных клеток, которые потеряли способность синтезировать свои собственные антитела, и слить такую клетку с нормальным B-лимфоцитом, синтезирующим антитела, с тем, чтобы после слияния отобрать образовавшиеся гибридные клетки, синтезирующие нужное антитело. Эта идея была успешно реализована, и уже к началу 1980-х годов началось коммерческое получение различных гибридов и очистка антител против заданных антигенов.
Однако, так как лимфоциты были мышиные и синтезировали мышиный иммуноглобулин, введение таких моноклональных антител человеку вызывало иммунную реакцию отторжения. В 1988 году Грег Винтер разработал специальную методику гуманизации моноклональных антител, что, в основном, снимало проблему иммунного ответа на введение антител больному с терапевтическими или диагностическими целями. Антитела, в которых некоторая часть белков животного происхождения заменялась белковыми компонентами человека, получили название химерных антител.
В начале 2010-х годов учёными из Мемориального онкологического центра имени Слоуна — Кеттеринга (англ. Memorial Sloan Kettering Cancer Center) и Eureka Therapeutics получены моноклональные антитела, названные ESK1, которые могут стать терапевтическим средством для широкого спектра онкологических заболеваний, сопровождающихся гиперэкспрессией белка Wilms tumor 1 (WT1).
ESK1 были разработаны так, чтобы имитировать функции Т-клеточного рецептора, способного распознавать белки, находящиеся внутри клетки, после того как фрагменты этих белков попали на поверхность клетки. Когда Т-клетка распознаёт аномальные пептиды, она убивает больную клетку. Точно так же ведёт себя ESK1.
В 2018 году в США и Европе одобрены препараты на основе моноклональных антител для лечения мигрени.
В 2022 году в США одобрен фруневетмаб — первое моноклональное антитело для применения в ветеринарии.
В апреле 2025 FDA объявило о плане снизить и затем заменить испытания на животных при разработке моноклональных антител и других лекарств.